# Tomosvaryella caligata
Tomosvaryella caligata är en tvåvingeart som beskrevs av Hardy 1968. Tomosvaryella caligata ingår i släktet Tomosvaryella och familjen ögonflugor. Inga underarter finns listade i Catalogue of Life.